# Standbeeld van Alva

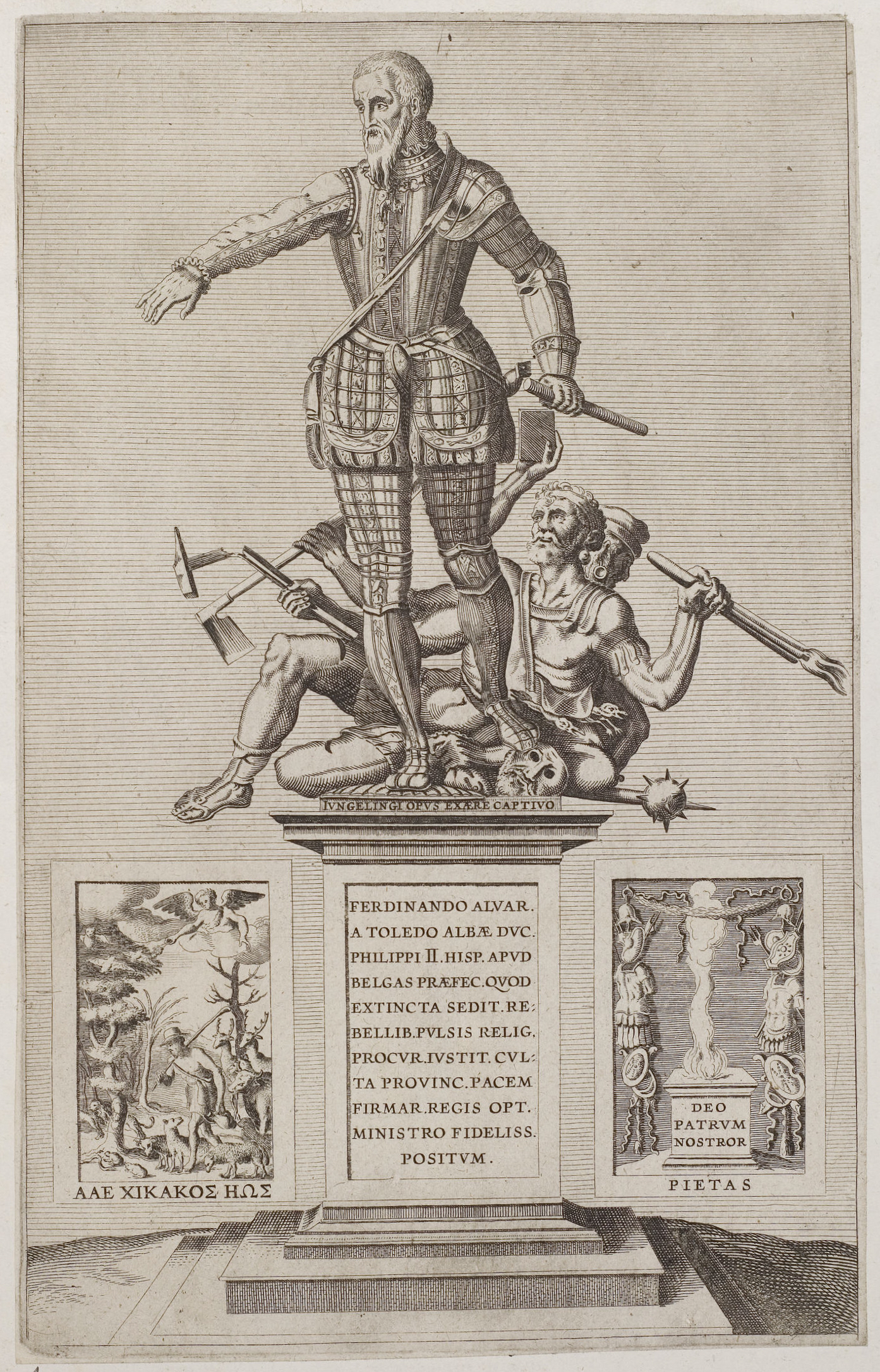
Prent van het verdwenen standbeeld met de Latijnse opschriften en de twee bas-reliëfs

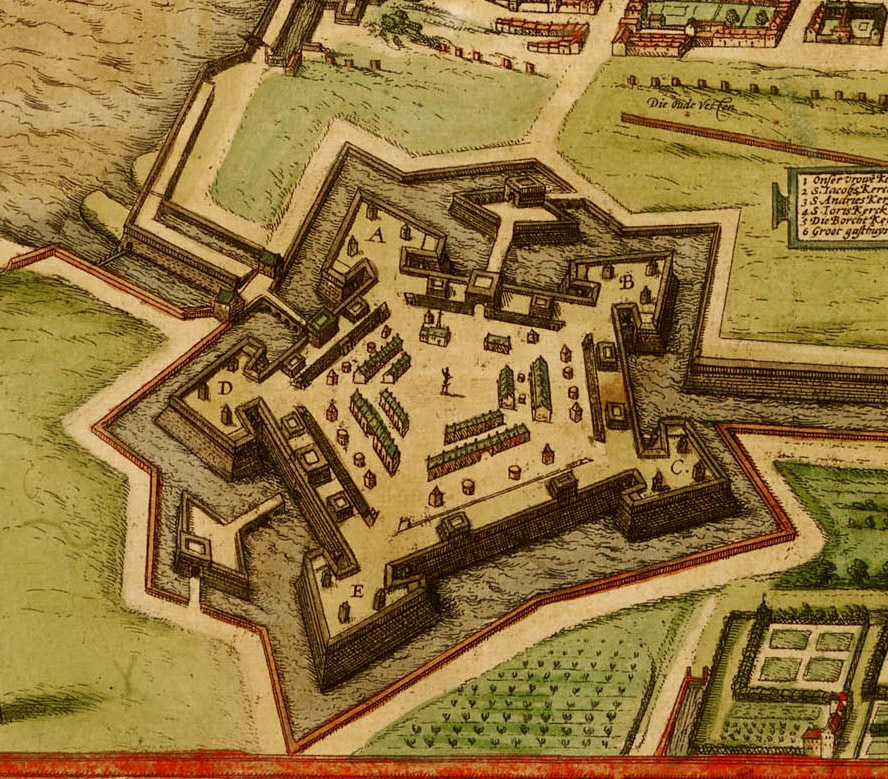
Het standbeeld op de binnenplaats van de citadel

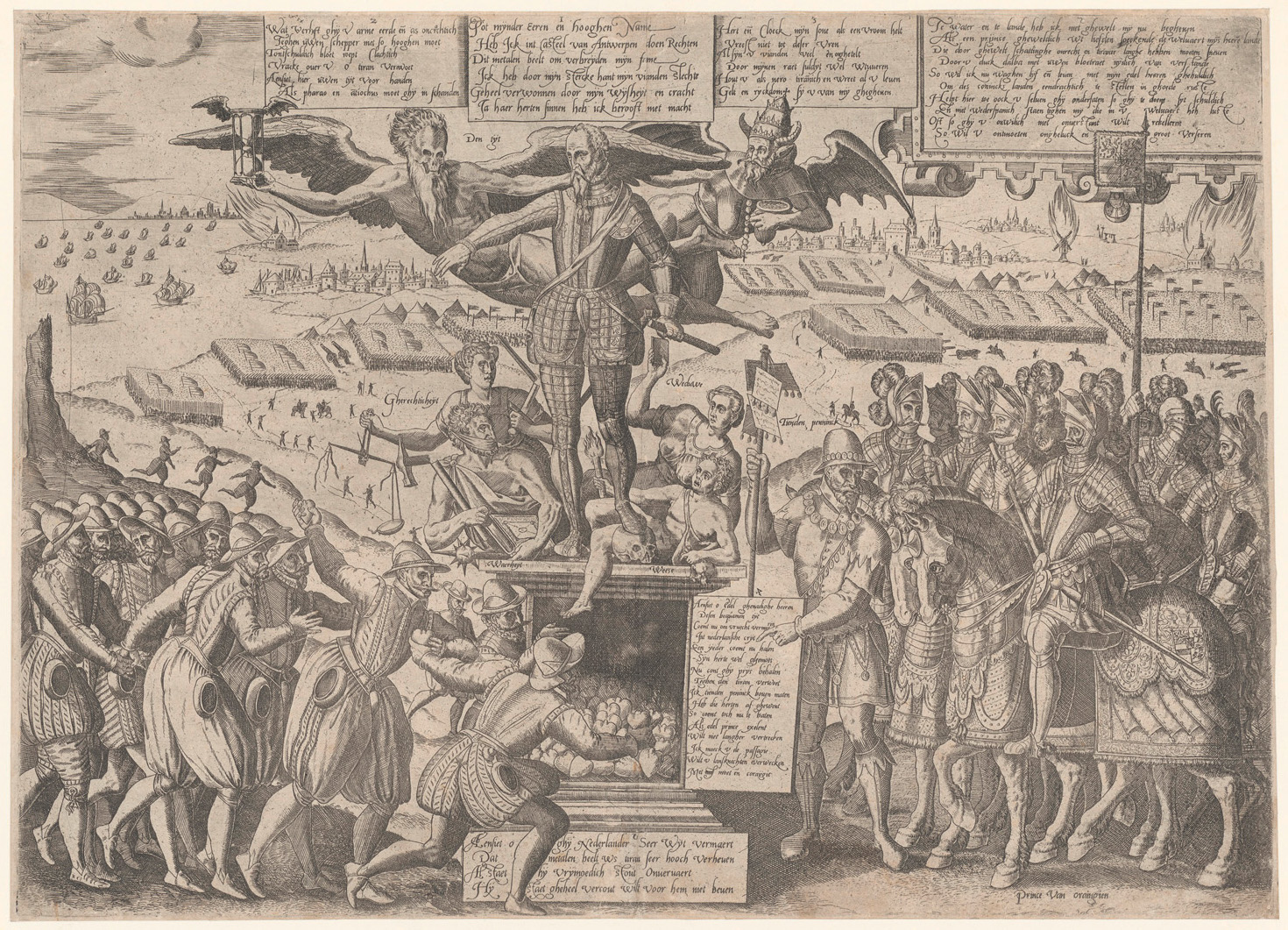
Spotprent, ca. 1572

Het standbeeld van Alva was een bronzen beeltenis van Fernando Álvarez de Toledo die van 1571 tot 1574 in de citadel van Antwerpen stond. Dit vijf meter hoge werk van Jacob Jonghelinck werd in 1576 omgesmolten, maar bleef nog lang aanwezig in de herinneringscultuur.

## Voorstelling
De beeldengroep toonde Alva als een christelijke Hercules in wapenuitrusting, de rechterhand heffend in een vredesgebaar, terwijl hij over een zesarmige en dubbelhoofdige (want ketterse) gestalte schreed. Het monsterlijke wezen onder zijn voeten had hoofden van een edelman en van een gewone man. De verklaring van de attributen is vrij goed bekend dankzij een anoniem Spaans archiefdocument. Een afgenomen masker op de grond symboliseerde dat dit het ware gelaat van de ketters was. De attributen verwezen naar de geuzen, zoals de arm die het Smeekschrift der Edelen vasthield en de bedelzak waaruit slangen kropen. De gebroken hamer stond voor de verwoesting van de Kerk, de bijl voor de Beeldenstorm, de morgenster voor de aanval op de koning, de fakkel voor de brandschattingen. De geldbuidel verwees naar het rekwest waarmee de calvinisten in 1566 religieuze vrijheid hadden proberen te kopen voor drie miljoen goudgulden.

## Geschiedenis
Om zijn heroveringen op de Nederlandse opstandelingen te vieren liet Alva een standbeeld van zichzelf gieten uit het brons van zes kanonnen die waren buitgemaakt in de Slag bij Jemmingen. Een Latijns opschrift herinnerde hieraan: Jungelingi opus ex aere captivo. Jonghelinck maakte de beeldengroep en Willem van den Broecke de sokkel met reliëfs, beiden naar een beeldprogramma van Benedictus Arias Montanus, geïnspireerd op de Hieroglyphica (1556) van Piero Valeriano. In mei 1571 werd het werk ingehuldigd op de binnenplaats van de citadel.
In hun propaganda stelden de opstandelingen het standbeeld aan de kaak als een voorbeeld van hubris, zelfverheerlijking en idolatrie. In 1572 maakte Willem van Oranje er een toespeling op in Germaniam inferiorem libertati vindicantis ad ordines et populum denuntiatio en verscheen te Amsterdam een satirische prent. Het pompeuze symbool van de bezetting werd Alva ook in Spanje niet in dank afgenomen. Na zijn terugroeping liet landvoogd Requesens het standbeeld op 9 juni 1574 verwijderen. In de Nederlanden werd voor deze gebeurtenis een geuzenpenning geslagen, met op de keerzijde een vallende Satan.
Onder Requesens werd het neergehaalde standbeeld in 1576 naar Mechelen vervoerd om weer om te smelten tot artillerie. Volgens een legende werd het standbeeld in 1577 in stukken geslagen bij de bestorming van de citadel. De Antwerpenaren zouden de brokstukken in 1635 door Jan Cauthals II hebben laten omsmeden tot een kruisbeeld, als herinnering aan de vernielde relikwie van Jezus' voorhuid. Het crucifix werd eerst op de Meir geplaatst en bevindt zich vandaag in de Onze-Lieve-Vrouwekathedraal. In de 17e eeuw schreef Pieter Corneliszoon Hooft in Nederlandsche Historien dat de bronzen duim van Alva in zijn bezit was.

## Voetnoten
1. ↑  "Declaración de la estatua de metal del duque de Alba y de otros que se ha puesto en el Castillo de Amberes", in: Jacobo Fitz-James Stuart y Falcó (ed.), Discursos leidos ante la Real Academia de la Historia en la recepción pública del Excmo. Sr. Duque de Alba en dia 18 de mayo de 1919, p. 129-130
2. ↑  René van Stipriaan, De zwijger. Het leven van Willem van Oranje, 2021, p. 434.
3. ↑  Becker 1971, p. 87
4. ↑  Voor referenties aan deze legende, zie: Johannes Pieter Arend, Algemeene geschiedenis des vaderlands. Van de vereeniging van Holland met Henegouwen, tot die van bijna al de Nederlanden, onder Filips van Bourgondië 1300-1433, vol. II-6, 1853, p. 195-196